# Keramoti
Keramoti (Grekiska: Κεραμωτή) är ett samhälle norr om ön Thassos vid norra Egeiska havet i Grekland.